# جيمس كونلون
جيمس كونلون (بالإنجليزية: James Conlon)‏ هو موزع أمريكي، ولد في 18 مارس 1950 في نيويورك في الولايات المتحدة.

## وصلات خارجية
- الموقع الرسمي
- جيمس كونلون على موقع IMDb (الإنجليزية)
- جيمس كونلون على موقع مونزينجر (الألمانية)
- جيمس كونلون على موقع ميوزك برينز (الإنجليزية)
- جيمس كونلون على موقع أول ميوزيك (الإنجليزية)
- جيمس كونلون على موقع ديسكوغز (الإنجليزية)
- جيمس كونلون على موقع قاعدة بيانات الفيلم (الإنجليزية)